# Achatia sectilis
Achatia sectilis là một loài bướm đêm trong họ Noctuidae.